# 樹眼鏡蛇屬
樹眼鏡蛇屬（學名：Pseudohaje）是蛇亞目眼鏡蛇科下的一個有毒蛇屬，主要分布於非洲。名字來源於其樹棲特性。

## 特徵
樹眼鏡蛇屬眼睛比一般眼鏡蛇為大，骨骼結構數量較少，尖牙亦相對較細小。
樹眼鏡蛇屬的成員曾被收編入眼鏡蛇屬中，但根據解剖學的意義，樹眼鏡蛇中身上的鱗片結構與一般眼鏡蛇有明顯差異，因此被劃分成獨立屬。

## 物種
- 樹眼鏡蛇（Pseudohaje goldii, Boulenger, 1895）
- 黑色樹眼鏡蛇（Pseudohaje nigra, Günther, 1858）

## 備註
1. ↑  （英文）Animaldiversity:Pseudohaje （页面存档备份，存于）
2. 1 2 3  Bogert, Charles M. (1942). "Pseudohaje Günther, a valid genus for two West African arboreal cobras". （页面存档备份，存于） American Museum of Natural History. Retrieved on 30 November 2008.

## 外部連結
- Genus: Pseudohaje （页面存档备份，存于） at GBIF Portal